# Adatom
In der Oberflächenphysik bezeichnet man mit Adatom (= Adsorbed Atom) ein Atom, das an eine Festkörperoberfläche gebunden (adsorbiert) ist.
Hierbei können sowohl Fremdatome sowie auch Atome der gleichen Art gemeint sein. Letztere werden von der restlichen Oberfläche dahingehend Unterschieden, dass sie nicht in deren hauptsächliche Periodizität einbezogen sind.
Andererseits können Adatome im Allgemeinen unter geeigneten Umständen wiederum unter sich eine klar definierte (periodische) Struktur ergeben, welche auch Überstruktur genannt wird.
Bei der Molekularstrahlepitaxie basiert das Kristallwachstum auf der sukzessiven Anlagerung und Diffusion von Adatomen. Ein populäres Beispiel hierfür ist das epitaktische Wachstum von Graphen.